# مقاطعة نرماشير
مقاطعة نرماشير (بالفارسية: شهرستان نرماشير) هي إحدى مقاطعات محافظة كرمان في إيران. حسب تعداد 2006، بلغ عدد السكان 65,448 نسمة في 15,567 عائلة.